# Cechy adaptatywne
Cechy adaptatywne – te cechy przystosowawcze organizmu, które są przekazywane potomstwu, a więc dziedziczne. Dzielą się na gatunkowe (występujące u wszystkich przedstawicieli gatunku) i na cechy wykazujące zróżnicowanie międzypopulacyjne.

## Cechy adaptatywne człowieka
Cechy gatunkowe to: dwunożność, postawa pionowa, lepsza niż u innych antropoidów przeciwstawność kciuka, skąpość owłosienia ciała, zachowane owłosienie łonowe, wypukłe piersi kobiece poza okresem laktacji, niecykliczny popęd płciowy (niezależny od fazy cyklu owulacyjnego), orgazm u kobiet, skrócone kły, wielkie rozmiary mózgu i wydłużony okres dzieciństwa i młodzieńczości.
Cechy adaptatywne o zróżnicowaniu międzypopulacyjnym to: ciemna barwa skóry u ludów strefy tropikalnej, jasna skóra u ludów strefy płn. i środk. Europy, szeroki nos u ludów strefy gorącej i wilgotnej, wąski nos u ludów stref klimatu chłodnego i suchego, mongolska oprawa oka, płaskość twarzy u ludów odmiany żółtej, steatopygia.